# Хеймскрингла
Хеймскрингла (на исландски Heimskringla, в превод „Земният кръг“) е сборник скандинавски саги, чийто автор се предполага, че е исландският поет и историк Снори Стурлусон. Названието „Хеймскрингла“ е било използвано за първи път през 17 в. и идва от първите две думи в един от ръкописните преписи – Kringla heimsins (Земният кръг). Оригиналът на творбата е загубен, но се смята, че е писан ок. 1230 г. Известни са шест преписи, най-ранният от които (Kringla) датира от ок.1260 г.
Сборникът разказва историята на норвежките крале, започвайки още от ранните шведски династии на Инглингите и техните разклонения. В Норвегия Инглингите са представени от един от клоновете им, Хардрадите, като се започне още от първия норвежки крал, който обединява страната през 9 в. - Харал Прекраснокосия, след това повествованието преминава през годините на управление на следващите 27 крале и спира със смъртта на Йойстейн Мейла през 1177 г. Освен за историята на Норвегия сборникът дава някои сведения и за отделни други държави - от Византия и Киевска Рус до Англия.
Спорно е откъде черпи сведения Снори Стурлусон, но вероятно от по-ранни кралски саги, такива като „Morkinskinna“ (Гнилата кожа), „Фагрскина“ и др. подобни, както и от множеството скалдически поеми и на първо място от Инглингатал. Самият Стурлусон е посещавал Норвегия и Швеция. По отношение на скалдическата поезия следва да се отбележи, че тя е считана от изследователите за най-надеждния източник при предаването на събитията. Както посочва М. И. Стеблин-Каменский стиховете на скалдите „винаги са били продукт на осъзнато творчество и това творчество е било насочено само към формата, не е засягало съдържанието, поради което измислицата в тях е била невъзможна“.
Авторът Снори Стурлусон също отбелязва в Пролога на сборника: „Това, което се говори в тези песни, които се изпълняват пред самите крале или техните синове, ние признаваме за напълно достоверни свидетелства“. И още един цитат от Снори Стурлусон:
„В тази книга аз се постарах да събера древни легенди за владетелите от Северните страни, говорили на староскандинавски език. Разказал съм ги така, както са ми ги предали възрастните хора. Написал съм за родовете всичко онова, което съм успял да науча за тях. Една част от сведенията намерих в родовите хроники на кралете и благородниците. Други съм черпил от старинния епос и историческите балади, които хората обичат да си разказват. Дори и да не сме сигурни, че те описват нещата такива, каквито са били, то знаем все пак, че в древността са държали на истината.“

## Преводи
В средата на 16 в. старият нордически език, на който била написана Хеймскрингла, бил станал неразбираем за норвежците, шведите и датчаните. Наложило се да се направят преводи на датски, който се използвал не само от датчаните, но бил и литературният език по онова време в Норвегия, бидейки тя част от датското кралство. Първият превод е направен именно в Норвегия през 1600 и отпечатан през 1633 г. Малко по-късно бил направен превод съответно и на шведски и латински и издаден през 1697 г. в Стокхолм.
През 19 в., когато Норвегия най-после възстановява независимостта си след столетия в унии с Дания и Швеция, Хеймскрингла придобива голяма популярност в страната и се превръща във важен национален символ. През 1900 г. норвежкият парламент субсидира нови преводи на сборника на двете официални писмени форми на норвежкия - букмол и нюношк, с цел да бъде широко достъпна творбата на ниска цена.

## Известните преписи
Известни са само шест преписа на сборника:
- Kringla
- AM 39
- Codex Frisianus
- Jöfraskinna
- Eirspennil
- Gullinskinna

Най-старият препис е направен от исландец към 1260 г. Вторият познат препис, АМ 39, е направен ок. 1300 г. и е непълен. Други три преписа - Codex Frisianus, Eirspennil и Gullinskinna, датират от началото на 14 в., следвани от Jöfraskinna. За жалост при пожара през 1728 г. в Копенхагенската библиотека, където се пазели ръкописите, изгорели три от тях – Kringla, Jöfraskinna и Gullinskinna.

## Главите в сборника
- Сага за Инглингите
- Сага за Халвдан Сварте (Халвдан Черния)
- Сага за Харалд Хорфагре (Харал Прекраснокосия)
- Сага за Хокон Добрия (Хокон I)
- Сага за Харалд Грофел (Харалд II)
- Сага за Олаф Трюгвасон (Олаф I)
- Сага за Олаф Харалдсон (Олаф II)
- Сага за Магнус Добрия (Магнус I)
- Сага за Харалд Хардроде (Харалд Хардроде)
- Сага за Олаф Хюре (Олаф III)
- Сага за Магнус Босоногия (Магнус III)
- Сага за Сигурд Кръстоносеца и неговите братя (Сигурд I)
- Сага за Магнус Слепия и Харалд Гиле (Магнус IV и Харалд Гиле)
- Сага за Сигурд, Йойстейн и Инге, синовете на Харалд (Сигурд II, Йойстейн II и Инге I)
- Сага за Хакон Хедебрей (Хокон II)
- Сага за Магнус Ерлингсон (Магнус V)